# Virginia Slims of Kansas 1989
Virginia Slims of Kansas 1989 — жіночий тенісний турнір, що проходив на закритих кортах з твердим покриттям Crestview Country Club у Вічиті (США). Належав до турнірів 2-ї категорії в рамках Туру WTA 1989. Тривав з 20 до 26 лютого 1989 року. Шоста сіяна Емі Фрейзер здобула титул в одиночному розряді й отримала 17 тис. доларів США.

## Фінальна частина

### Одиночний розряд
Емі Фрейзер —  Барбара Поттер 4–6, 6–4, 6–0
- Для Фрейзер це був єдиний титул за сезон і 1-й — за кар'єру.

### Парний розряд
Манон Боллеграф /  Ліз Грегорі —  Сенді Коллінз /  Лейла Месхі 6–2, 7–6(7–5)
- Для Боллеграф це був 1-й титул за рік і 2-й - за кар'єру. Для Грегорі це був єдиний титул за сезон і 3-й — за кар'єру.

## Розподіл призових грошей
| Дисципліна       | П       | F      | ПФ     | ЧФ     | 1/8    | 1/16 |
| Одиночний розряд | $17,000 | $8,500 | $4,250 | $2,125 | $1,175 | $750 |